# Батыршин, Расиф Зарифьянович
Расиф Зарифьянович Батыршин (26 марта 1951, дер. Максимово (ныне Янаульского района Башкортостана) — живописец, педагог. Профессор. Народный художник Удмуртии. Лауреат национальной премии им. Трокая Борисова.

## Биография
В 1973 окончил художественно-графический факультет Удмуртского государственного педагогического института под руководством Н. Я. Попова.
Работает доцентом кафедры живописи Удмуртского государственного университета.

## Творчество
Член Союза художников России с 1991 года.
Автор пейзажей, натюрмортов и портретов. С 1975 — участник республиканских и всероссийских выставок.
Работы Р. Батыршина находятся в Удмуртском республиканском музее изобразительных искусств, Национальном музее Удмуртской Республики им. Кузебая Герда, частных собраниях России и за рубежом.